# Torilis nodosa
Torilis nodosa o cadells és una espècie de planta herbàcia pertanyent a la família de les apiácies.

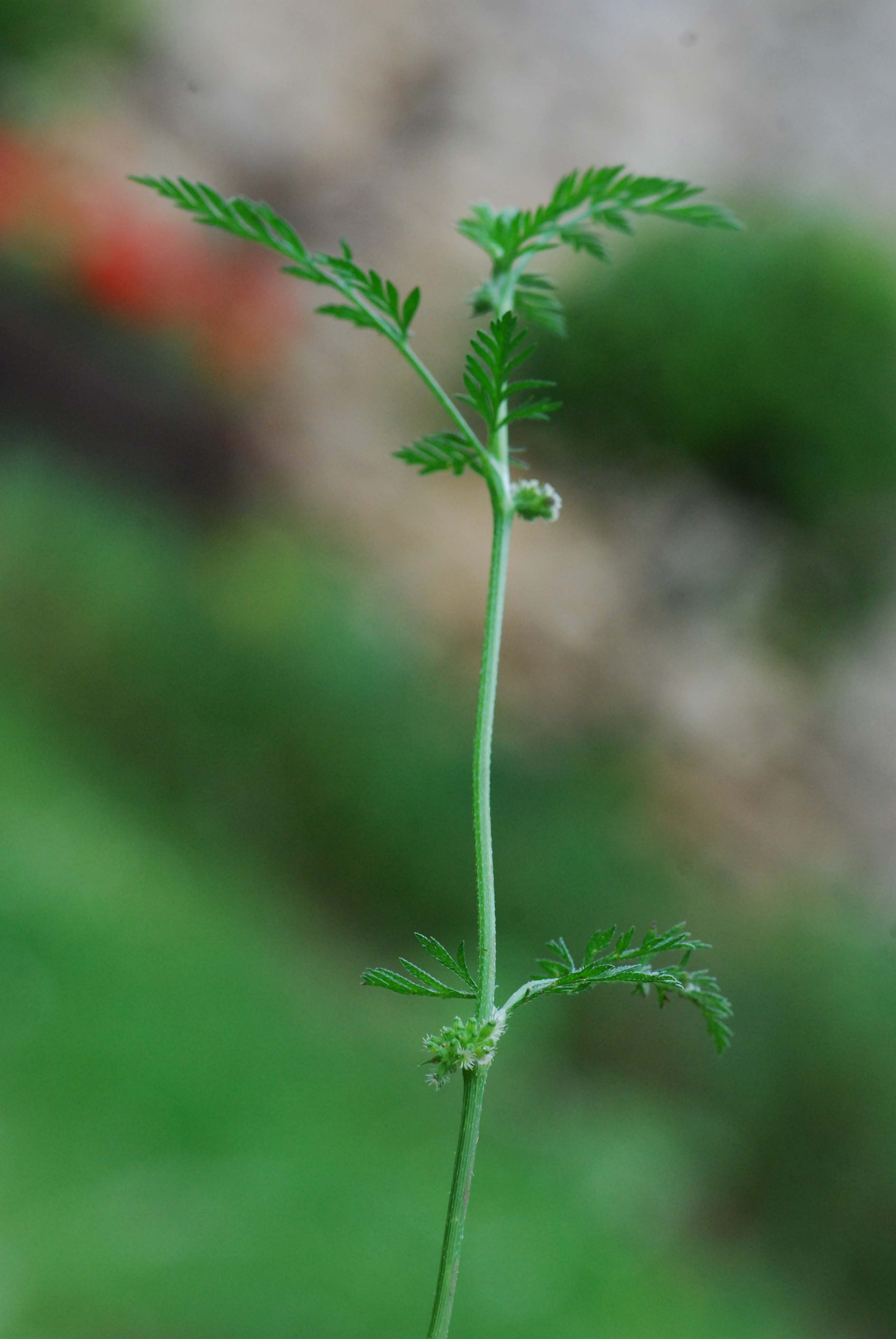

## Descripció

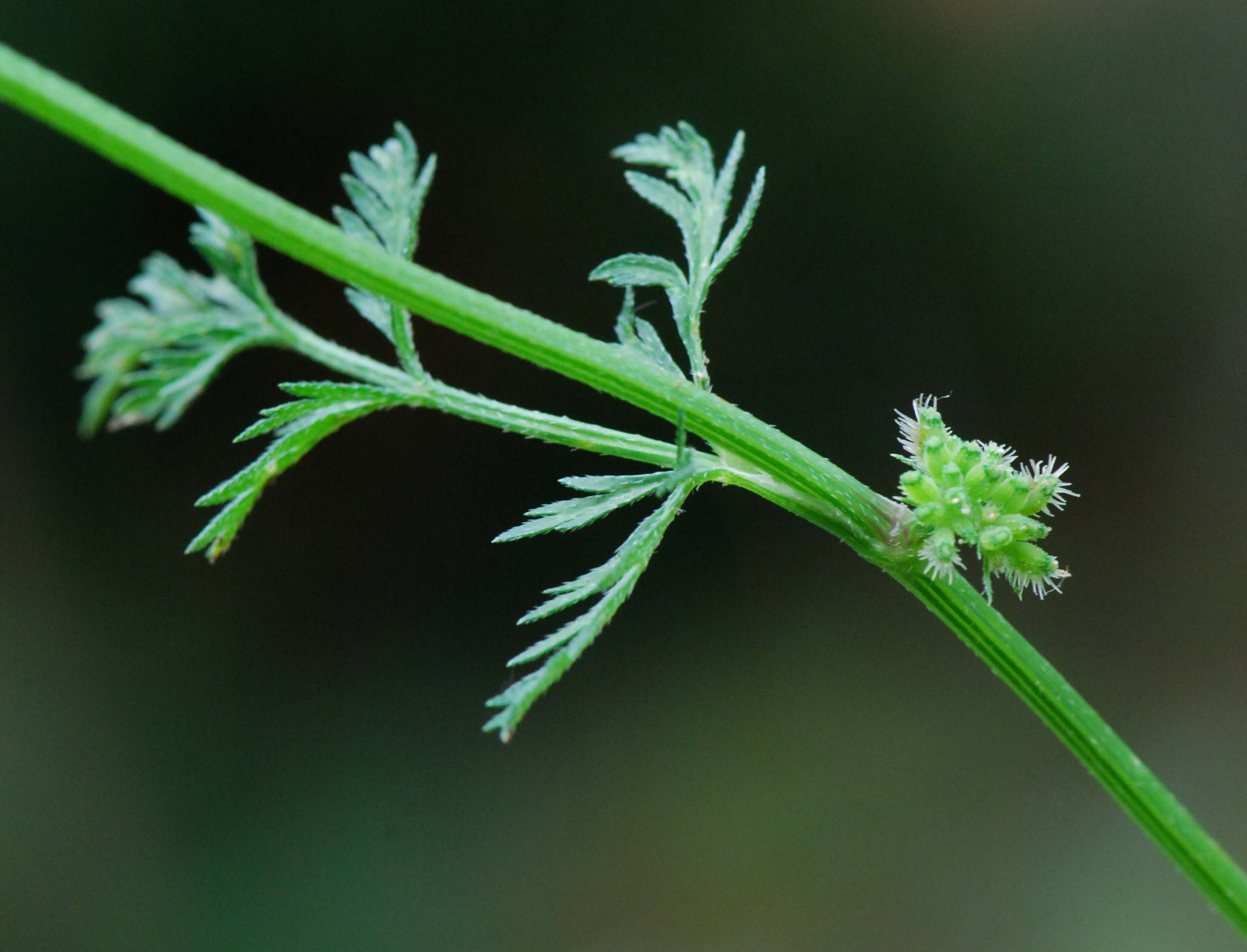

Com Torilis leptophylla, és molt ramificada, però amb umbel·les sèssils o gairebé, 3 radis i fruits més petits (de més o menys 4 mm) que, a més, no presenten les espines en files. A més T. nodosa presenta fruits heterocàrpics, és a dir, amb una cara tuberculada i l'altra coberta d'espines (sovint això solament passa en els fruits externs i els interns són tots tuberculats).
Dos exemplars de L'Almunia de Donya Godina i Chodes presenten els fruits homocàrpics i, d'acord amb aquest caràcter, podrien correspondre a Torilis webbii Jury (= T. nodosa subsp. webbii). Aquest tàxon, es distingiria de T. nodosa, a més de pels seus fruits homocarps sempre espinosos, per l'absència de roseta basal i per presentar fulles 1-2 pinnatisectes (en comptes de 2-3) (). Mancant material per a estudiar i comparar, es constata únicament l'existència d'aquests exemplars i es descarta ara com ara la presència de T. webbii a Aragó.

## Distribució
Es distribueix pel sud-oest d'Àsia, Nord d'Àfrica, Macaronèsia i oest i sud d'Europa; gairebé per tota la península ibèrica i a Aragó per tot el territori exceptades les zones més elevades i els sòls àcids.

## Hàbitat
N'hi ha en les pastures anuals, clars de matoll i boscos termòfils, cultius, erms, cunetes i altres ambients oberts secs i assolellats. En substrats bàsics sense ser estranya en guixos i sòls salobres, en altures de 70 - 1000 (1300) metres.

## Taxonomia
Torilis nodosa fou descrita per (L.) Gaertn. i publicat en De Fructibus et Seminibus Plantarum. . . . 1: 82. 1788.
Citologia
Nombre de cromosomes de Torilis nodosa (Fam. Umbelliferae) i tàxons infraespecífics = 
Torilis nodosa (L.) Gaertn.: 2n=24.
Sinonímia
- Tordylium nodosum L.
- Lappularia nodosa (L.) Pomel
- Caucalis nodosa (L.) Huds.
- Torilis nodosa var. peduncularis Tingues.
- Caucalis nodosa var. heterocarpa Ball.[4][6]